# 마자터
마자터(중국어 간체자: 马加特, 정체자: 馬加特, 병음: Ma Jiate, 한자음: 마가특, 2011년 2월 18일 ~ )은 중화인민공화국의 바둑 기사이다. 산시성 출신으로 중국기원 소속의 2단이다. 

## 경력
산시성에서 태어났다. 2019년 산시 바둑 선수권 대회에서 아마추어 5단으로 승단했다. 2023년 7월 19일, 전국 바둑 예선 대회가 추저우시에서 마무리되었다. 주니어 여자 경기에서 12위를 차지했다. 프로에 입단하지는 못했지만 아마추어 6단으로 승단했다. 2024년 7월 20일, 전국 바둑 예선이 끝났고, 여자 청소년부에서 합격하여 프로 바둑 기사가 되었다. 2025년 2단으로 승단했고, 제19회 창기배 예선에서 리둥팡과 우광야에게 승리했지만 자오이페이에게 패배하여 준결승 진출에 실패했다.